# ایزاپا

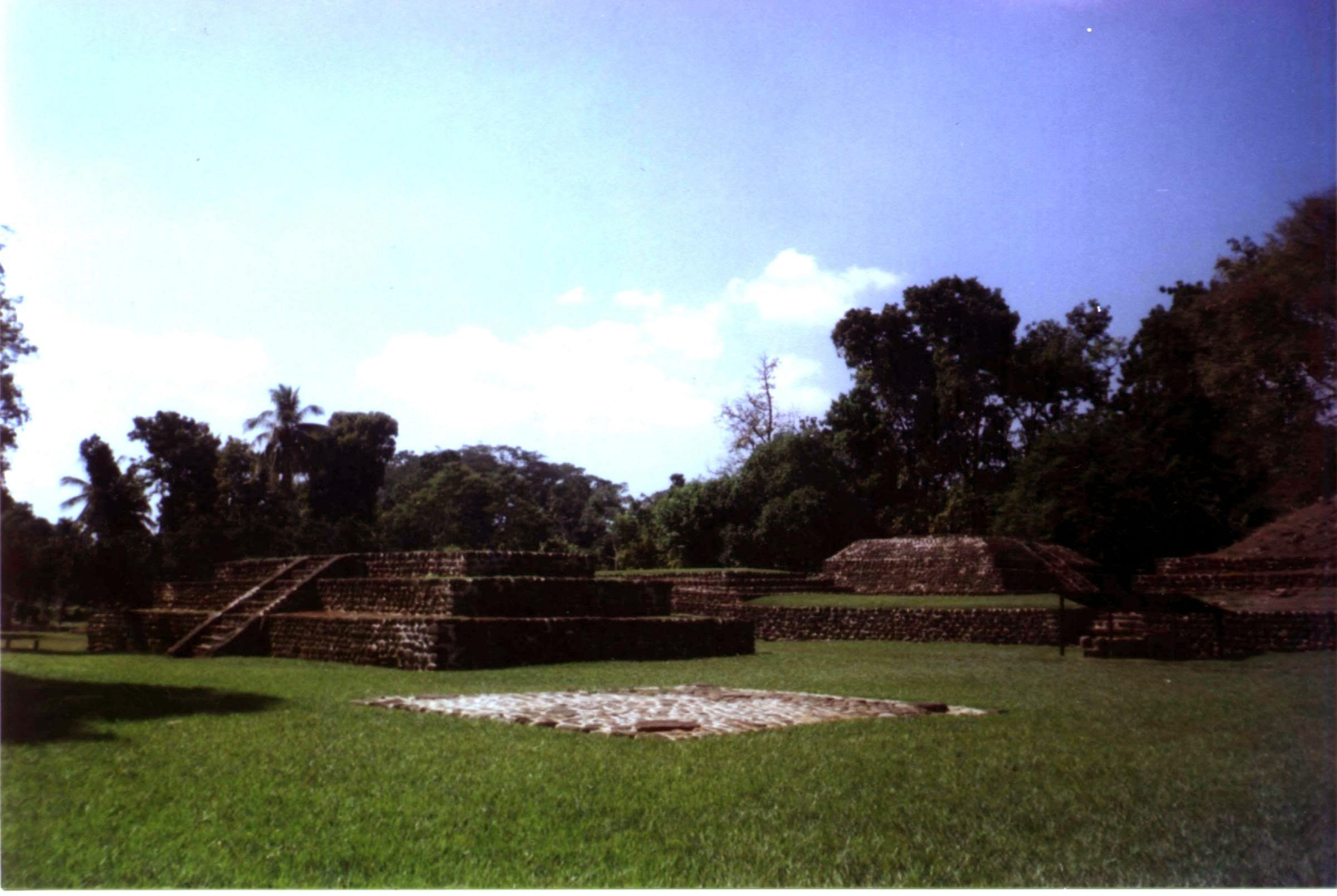
چشم‌اندازی از ویرانه‌های باستانی ایزاپا

ایزاپا یک محوطه بسیار گسترده باستان‌شناسی در مکزیک است که بر اساس تقسیمات کشوری مکزیک در چیاپاس قرار دارد. آثار و ابنیه این منطقه به دوران پیشاکلمبی باز می‌گردد. آثاری از تمدن‌های اولمک و آزتک در این محوطه یافت شده‌است.

## نگارخانه

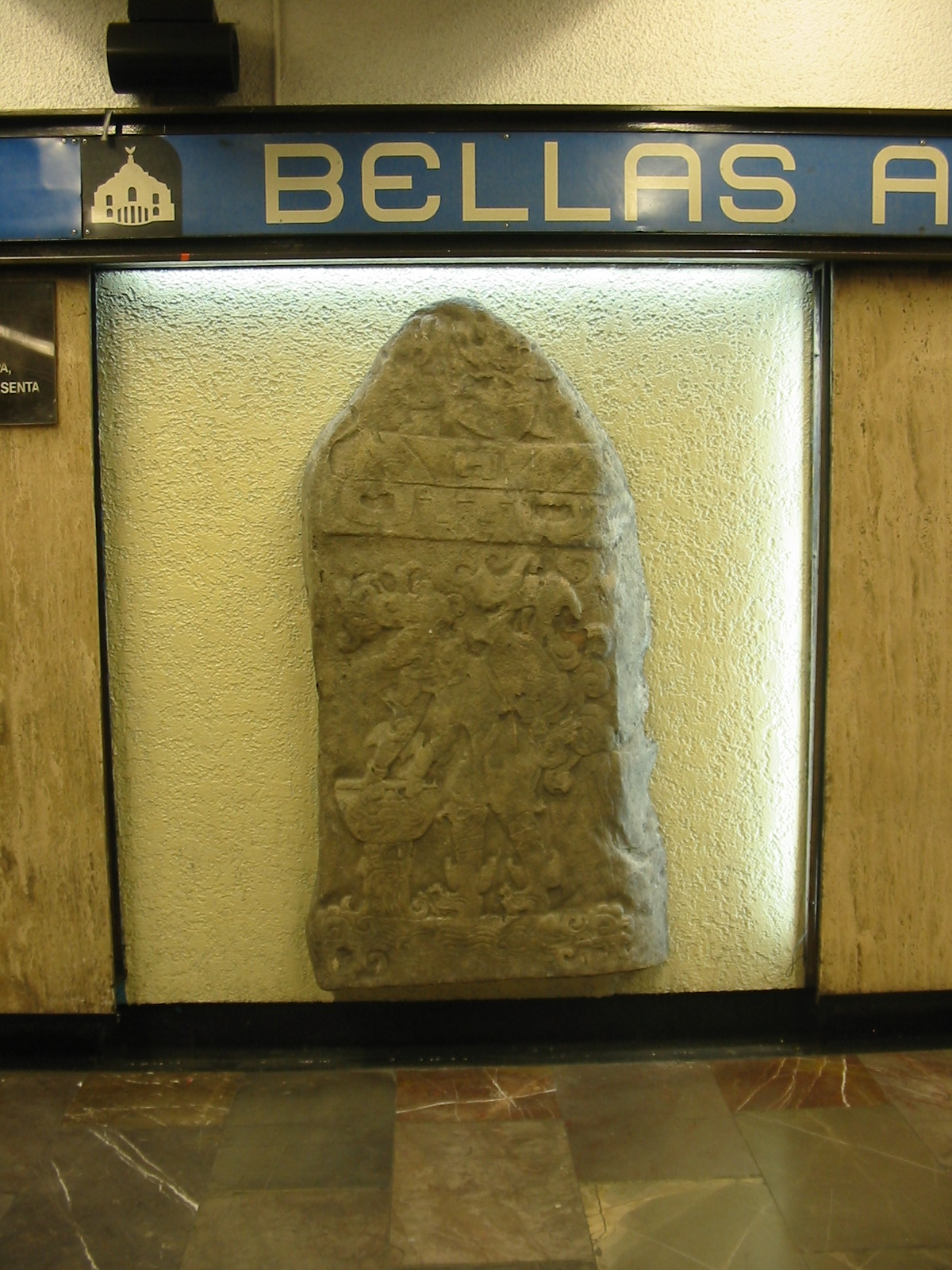
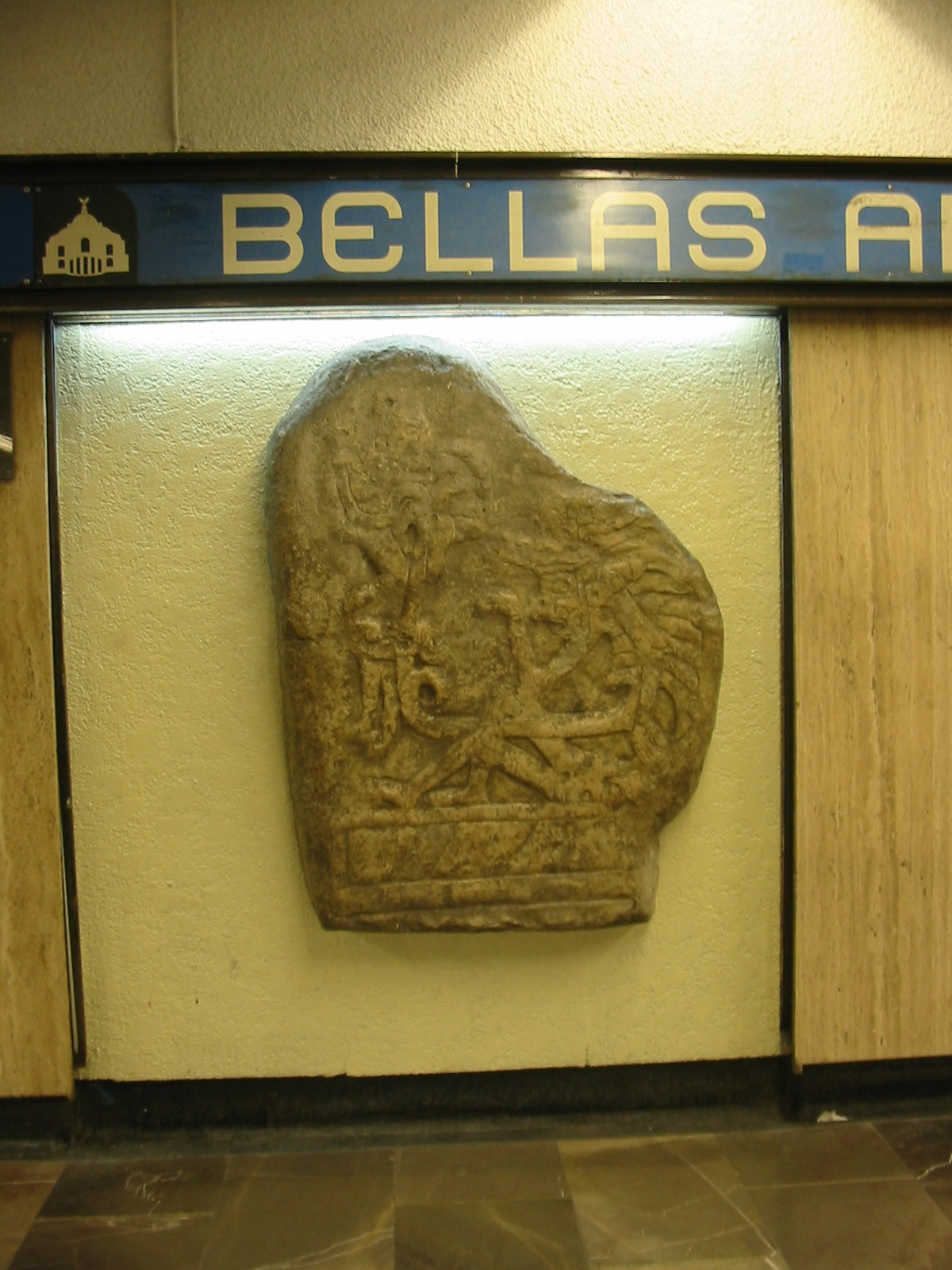
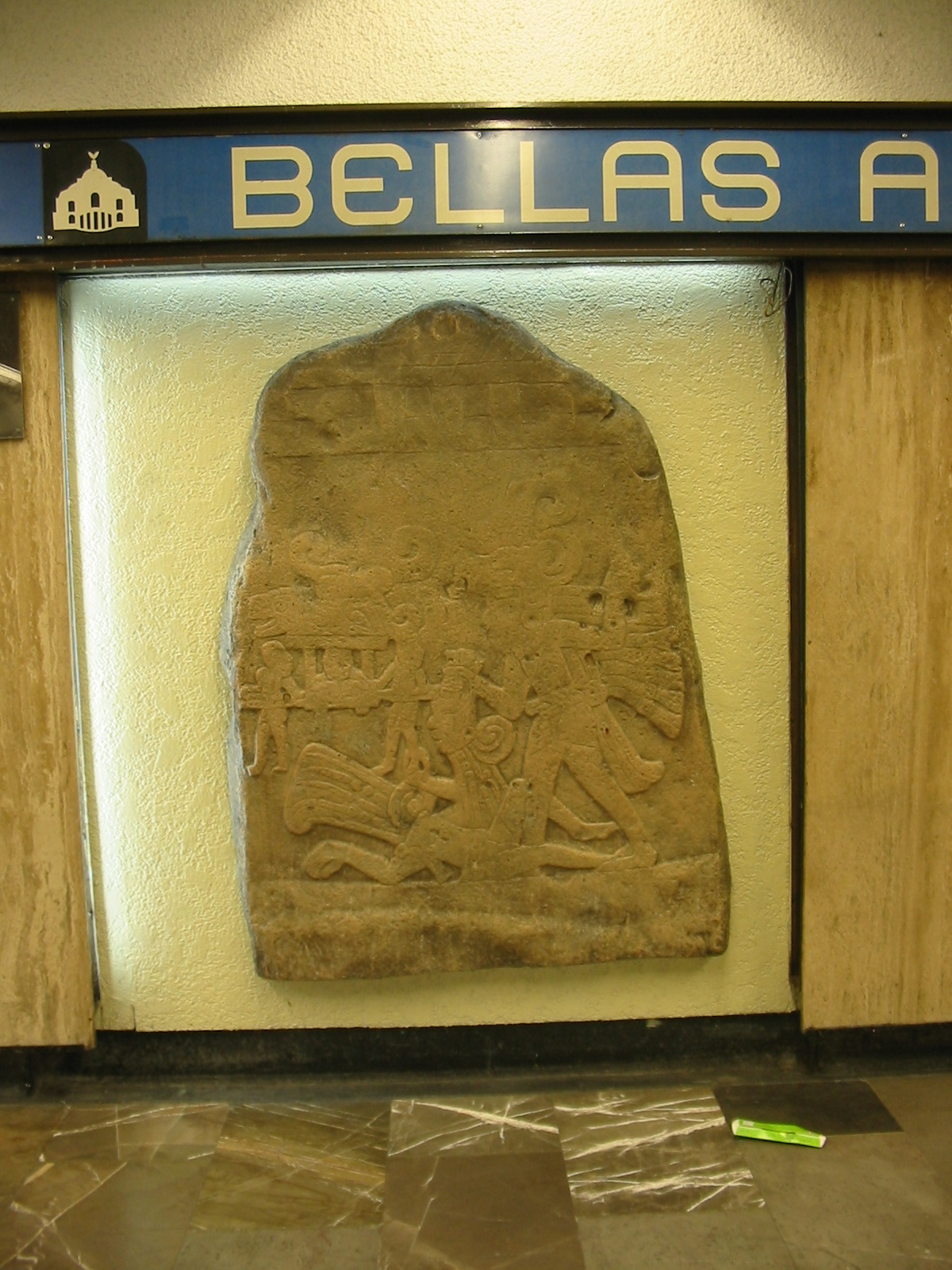
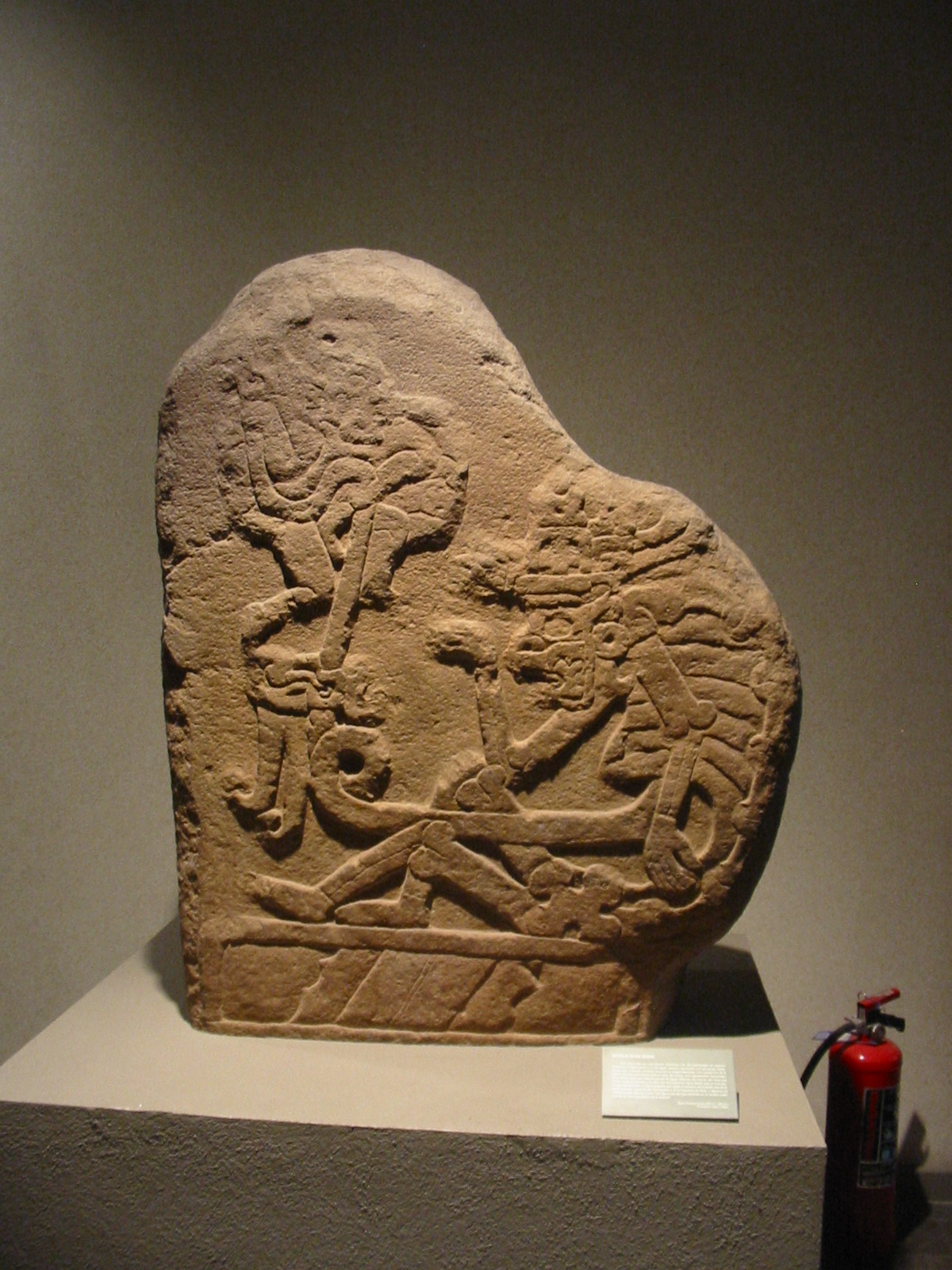
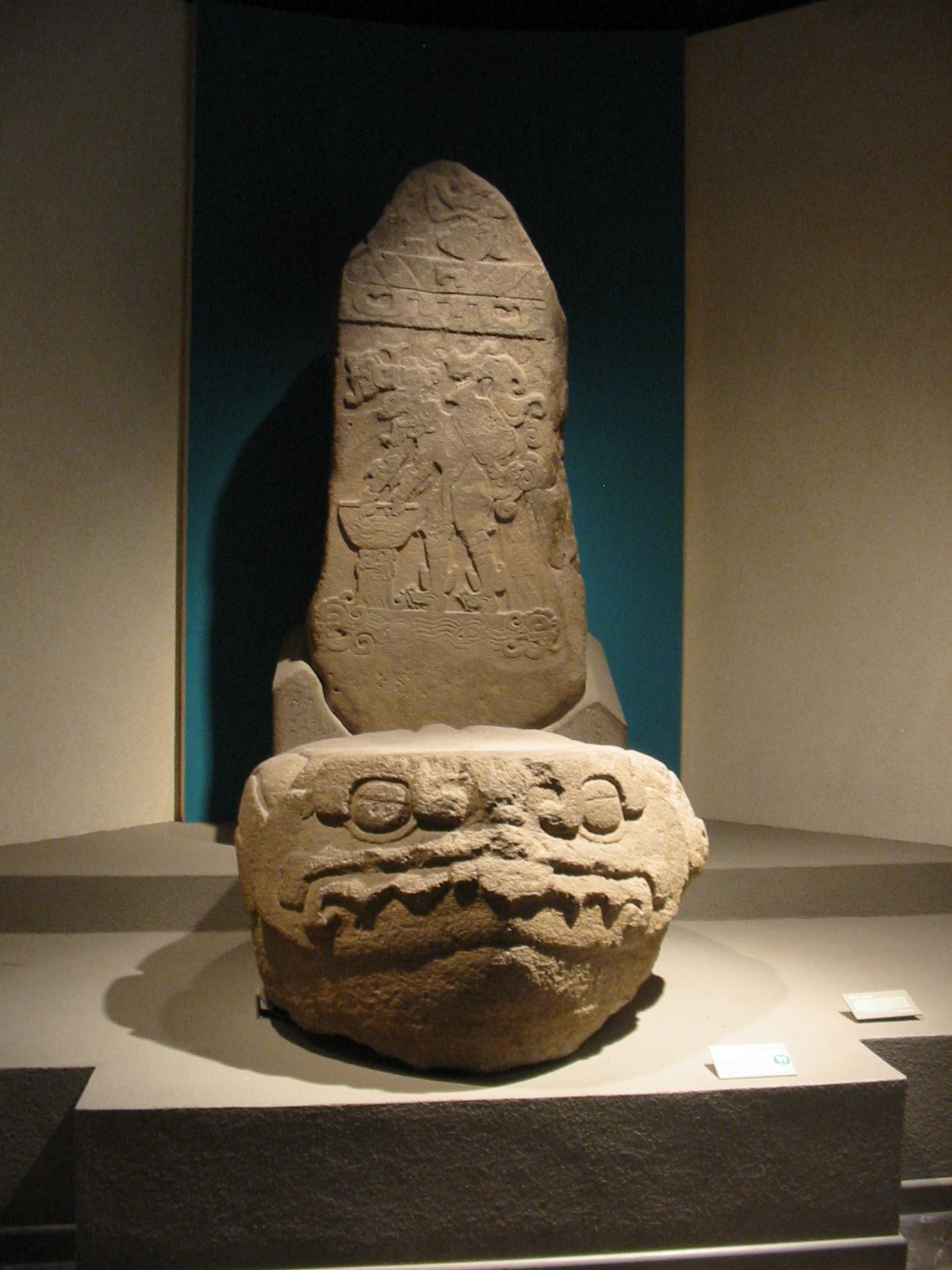
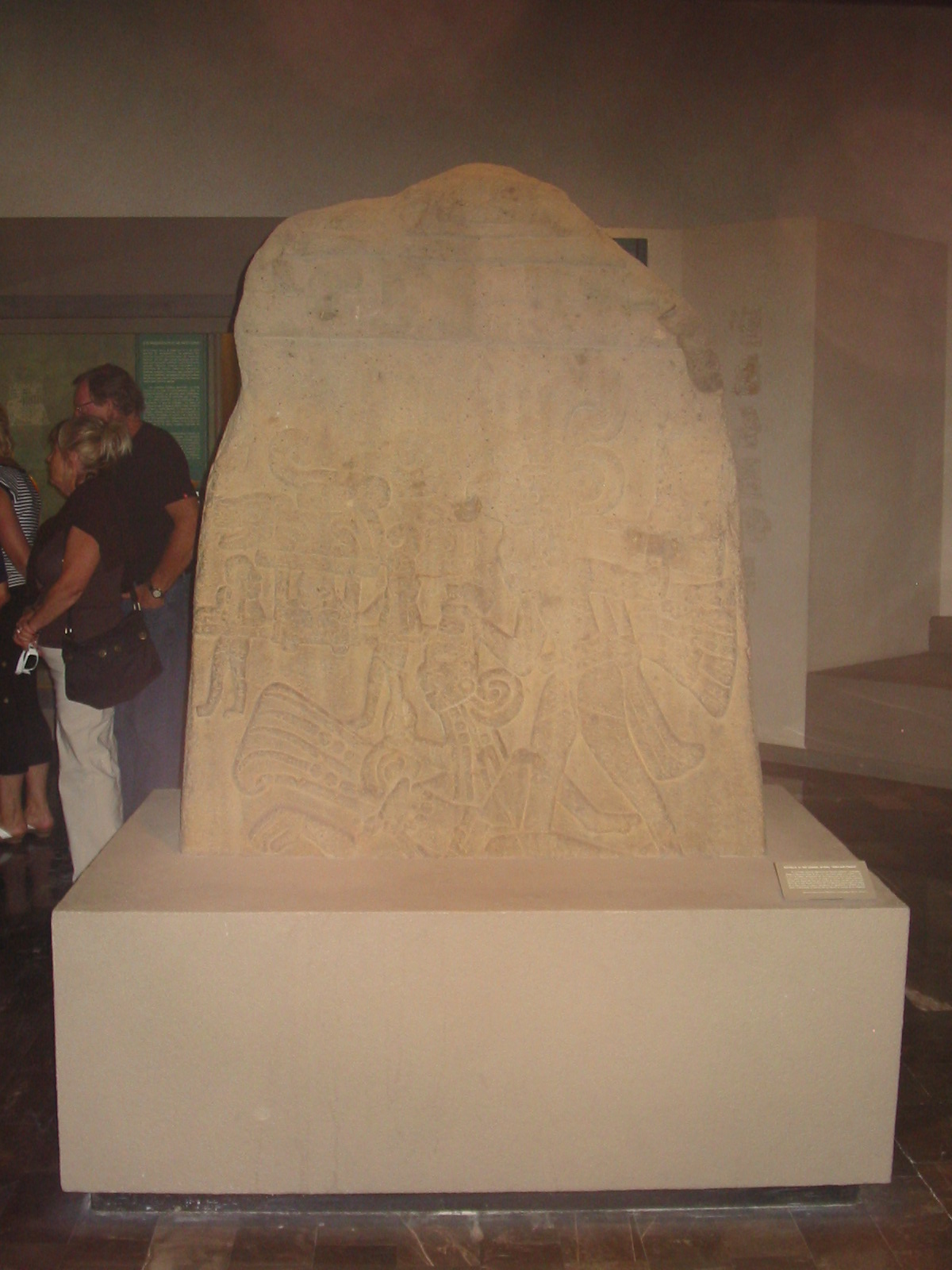